# Воробьёв, Александр Трофимович
Александр Трофимович Воробьёв (16 марта 1909, д. Большая Каменка, Кологривский уезд, Костромская губерния, Российская империя — ?) — советский хозяйственный, государственный и партийный деятель.

## Биография
Родился в 1909 году в деревне Большая Каменка. Член КПСС.
С 1930 года — на хозяйственной, общественной и политической работе. В 1930—1982 гг. — зоотехник колхоза «Заря» Кировского района Киргизской АССР, заместитель заведующего отделом, главный зоотехник Министерства сельского хозяйства Киргизской ССР, в аппарате ЦК КП Киргизской ССР, заместитель заведующего сельхозотделом ЦК КП Киргизской ССР, заместитель секретаря ЦК КП Киргизской ССР по сельскому хозяйству, заведующий сельхозотделом ЦК КП Киргизской ССР, заместитель министра сельского хозяйства Киргизской ССР, первый секретарь Таласского обкома КП Киргизской ССР, заведующий сельхозотделом ЦК КП Киргизской ССР, заместитель министра сельского хозяйства Киргизской ССР, начальник управления «Кыргызптицепром».
Избирался депутатом Верховного Совета Киргизской ССР 2-го и 4-го созывов.
Умер после 1989 года.